# Good News (filme)
Good News (Brasil: Tudo Azul / Portugal: Sempre em Festa) é um filme norte-americano de 1947, do gênero comédia musical, dirigido por Charles Walters e estrelado por June Allyson e Peter Lawford.